# Sara Thunebro
Sara Thunebro, nascida em Strängnäs, em 1979, é uma futebolista sueca, que atua como defesa. 

Atualmente (2013), joga pelo Tyresö FF. 

## Carreira
Thunebro fez parte do elenco da Seleção Sueca de Futebol Feminino, nas Olimpíadas de 2008 e 2012. 

## Títulos
- Campeonato Sueco de Futebol Feminino – 2003, 2004
- Copa da Suécia de Futebol Feminino – 2004, 2005